# Porúbka (Humenné)
|  | Per a altres significats, vegeu «Porúbka». |

Porúbka és un poble i municipi d'Eslovàquia. Es troba a la regió de Prešov, al nord del país.

## Història
La primera referència escrita de la vila data del 1451.

## Demografia
| Godina             | 1994 | 2004   | 2014   | 2024   |
| ------------------ | ---- | ------ | ------ | ------ |
| Nombre de persones | 263  | 281    | 268    | 263    |
| Diferència         |      | +6,84% | −4,62% | −1,86% |

| Godina             | 2023 | 2024   |
| ------------------ | ---- | ------ |
| Nombre de persones | 268  | 263    |
| Diferència         |      | −1,86% |